# Ellen Dubin
Ellen Dubin (ur. w Toronto w Ontario) – kanadyjska aktorka filmowa i telewizyjna, najbardziej znana z roli Giggeroty w serialu Lexx.
W latach 2004–2006 występowała w roli Jeri Slate w serialu Cyrograf. Wystąpiła też gościnnie w serialu Ziemia: Ostatnie starcie. W 2004 roku wystąpiła też w filmie Napoleon Wybuchowiec.

## Wybrana filmografia

### Seriale
- 1996: Na południe – pani Sheldrake
- 1997, 1999–2002: Lexx – Giggerota
- 1998: Niebieski Pacyfik – Gretchen Marx
- 1998: Pierwsza fala – Sarah Washburne
- 2000: Ziemia: Ostatnie starcie – Shelley George
- 2001: Łowcy skarbów – Jacqueline Reed
- 2004: Dziwne przypadki w Blake Holsey High – trenerka Carson
- 2004–2006: Cyrograf – Jeri Slate
- 2007: Więzy krwi – Felicia
- 2019: Gwiezdne wojny: Ruch oporu – kapitan Phasma (głos)